# هنري إده
هنري كميل إده (10 يناير 1923 - 1 فبراير 2010) مهندس معماري وسياسي لبناني. ولد في القاهرة. تلقى علومه في عدة مدارس، وأنهاها في مدرسة الآباء اليسوعيين في بيروت (قبل أن تصبح جامعة القديس يوسف). درس الهندسة المعمارية في جامعة الآباء اليسوعيين وتخرج منها مهندساً سنة 1946. عيّن وزيراً للأشغال العامة والنقل، في أكتوبر سنة 1970 في حكومة صائب سلام الخامسة، لكنه استقال. ثم وزيراً للتربية الوطنية والفنون الجميلة، في أغسطس سنة 1972 في حكومة صائب سلام السادسة لكنه أقيل من الوزارة في أكتوبر من العام نفسه بسبب خلافه مع الحكومة على السياسة التربوية، وهو أول وزير يصدر مرسوم بإقالته في تاريخ لبنان. من مؤلفاته «المال إن حكم» أصدره سنة 1997. توفي في بيروت عن عمر يناهز 87 عاماً.

## سيرته
ولد هنري كميل إده في مدينة القاهرة في 10 كانون الثاني/يناير سنة 1923 وهو من بيروت و ابن عمه ريمون إده. تلقى علومه في عدة مدارس، وأنهاها في مدرسة الآباء اليسوعيين في بيروت (قبل أن تصبح جامعة القديس يوسف). درس الهندسة المعمارية في جامعة الآباء اليسوعيين وتخرج منها مهندساً سنة 1946.
انتخب نقيباً للمهندسين سنة 1961، وعضواً في مجلس التصميم سنة 1963، كما انتخب في العام 1967 أميناً عاماً للاتحاد العالمي للمهندسين المعماريين أثناء المؤتمر الذي عقد في الأرجنتين. ومديراً للمشاريع المعمارية والتنظيم المدني في دار الهندسة (كمال شاعر) من 1976 إلى 1992.

## وفاته
توفي في بيروت في 1 شباط/ فبراير 2010. 